# Canestrato di Moliterno
Le canestrato di Moliterno est un fromage produit à Moliterno, dans la province de Potenza, en Italie. Son nom dérive des canestri, paniers de jonc (localement appelés fuscelle - « faisselles ») dans lesquels le caillé est traditionnellement pressé à la main. 
Ce fromage est couvert par une indication géographique protégée (no. 441 du 21 mai 2010), d'après laquelle il doit être élaboré à partir de lait de brebis ou de chèvre, auquel peut être ajouté du lait de vache (de race podolica). 